# Perilitus aethiops
Perilitus aethiops är en stekelart som beskrevs av Christian Gottfried Daniel Nees von Esenbeck 1834. Perilitus aethiops ingår i släktet Perilitus och familjen bracksteklar. Arten är reproducerande i Sverige. Inga underarter finns listade i Catalogue of Life.